# Sant’Angelo di Piove di Sacco
Sant’Angelo di Piove di Sacco (velenceiül Sant'Ànzeło de Piove de Saco) település Olaszországban, Veneto régióban, Padova megyében. Lakosainak száma 7324 fő (2023. január 1.). Sant’Angelo di Piove di Sacco Brugine, Campolongo Maggiore, Fosso, Piove di Sacco, Saonara, Legnaro és Vigonovo községekkel határos.

## Népesség
A település lakossága az elmúlt években az alábbi módon változott:
| Lakosok száma | 7205 | 7170 | 7324 |
|               | 2017 | 2018 | 2023 |